# Autographa urupina
Autographa urupina är en fjärilsart som beskrevs av Felix Bryk 1942. Autographa urupina ingår i släktet Autographa och familjen nattflyn. Inga underarter finns listade i Catalogue of Life.